# Reichsstraße 28 (Herne)

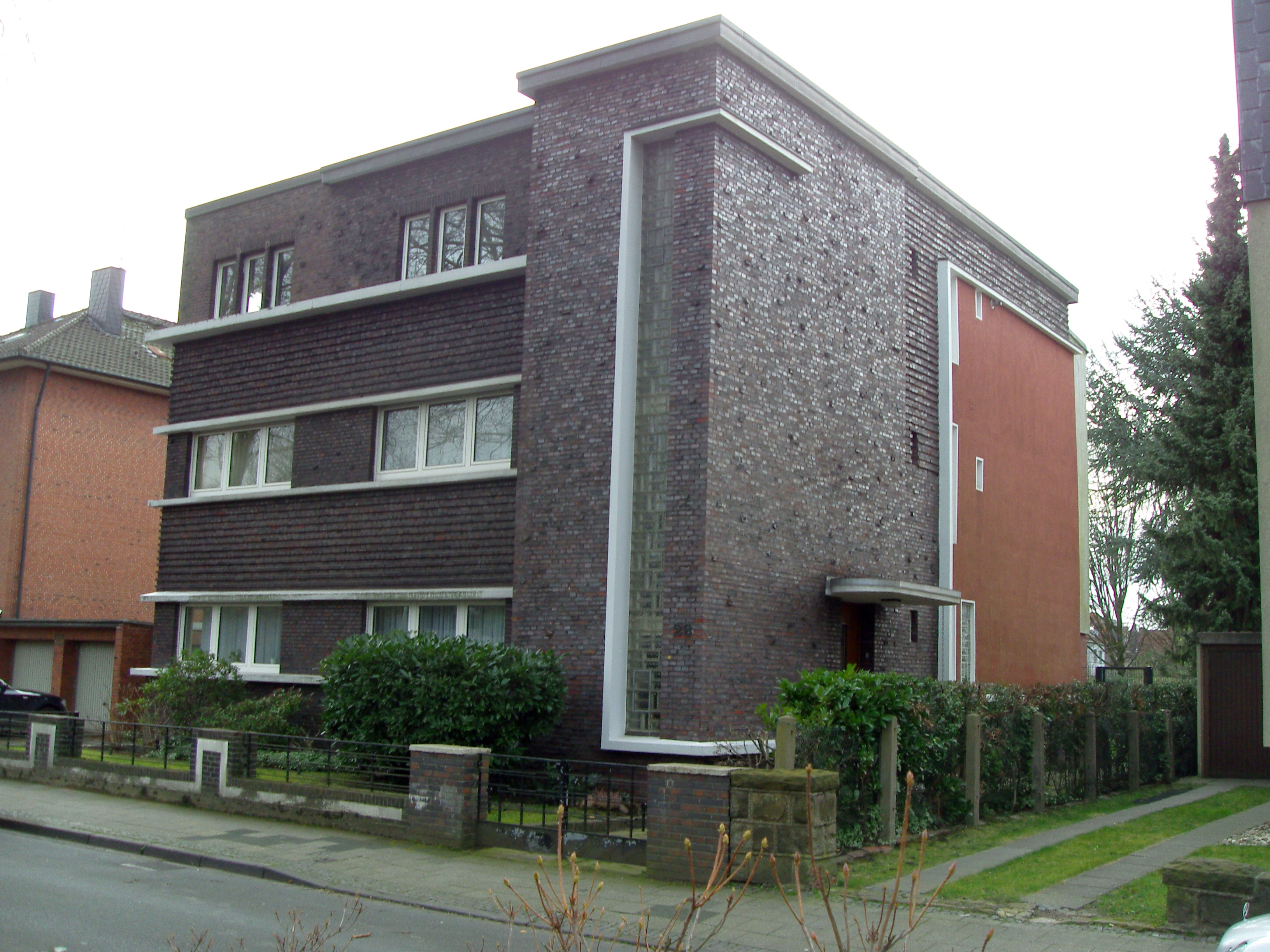
Ansicht 2014

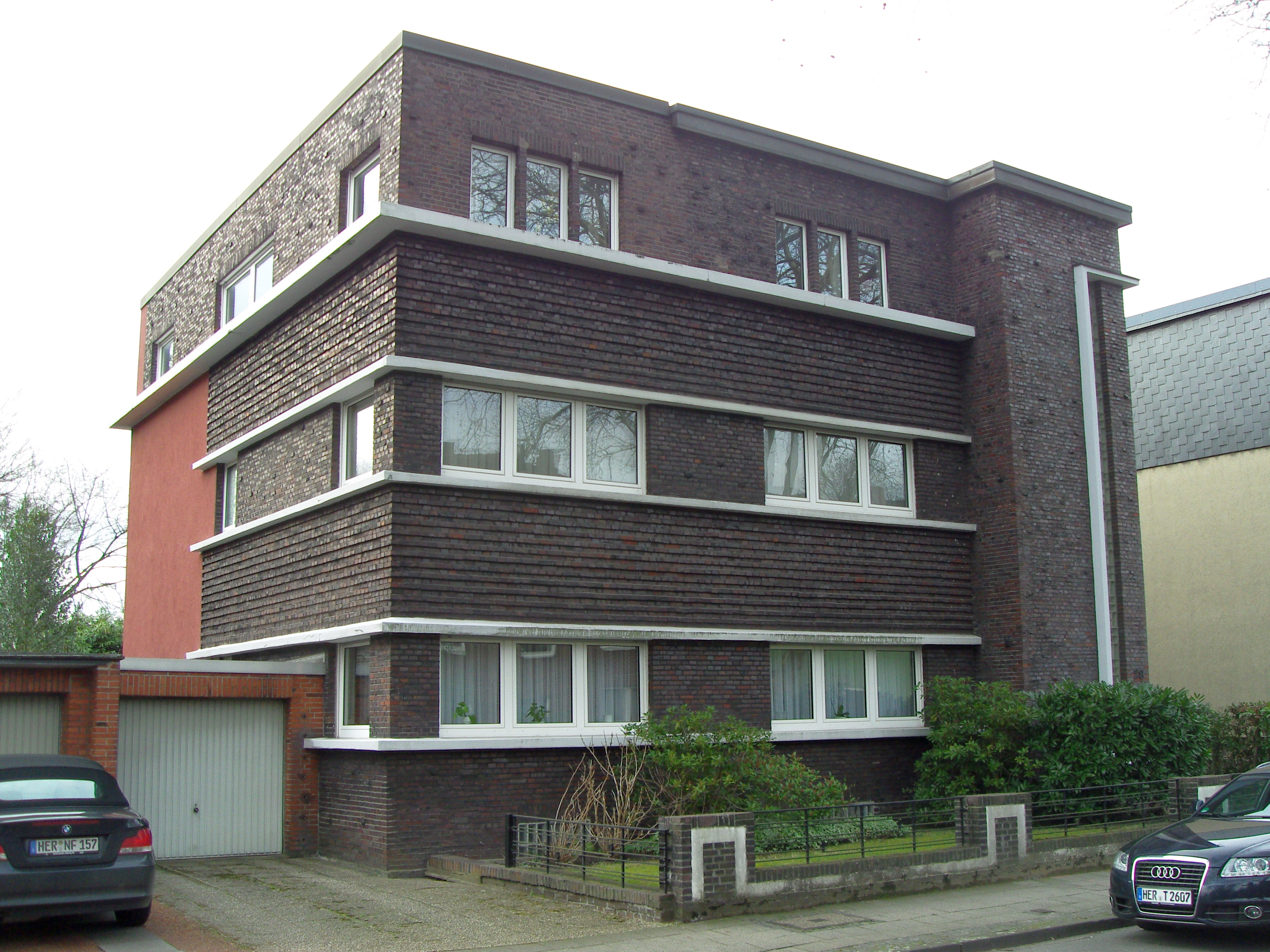
Ansicht 2014

Die Villa Reichsstraße 28 ist ein unter Denkmalschutz stehendes Gebäude in Herne-Eickel. Das unweit des Volksgartens an der Westseite der Reichsstraße gelegene Baudenkmal entstand 1927 nach einem Entwurf der Architekten Ferdinand Revermann und Otto Greiß für den Bauherren Ferdinand Wulf.

## Beschreibung
Der dem Bauhaus verpflichtete dreigeschossige Klinkerbau von drei mal drei Achsen verfügte noch Mitte der 1980er-Jahre über Sprossenfenster, die im Zuge einer Modernisierung in Fortfall kamen. Das Treppenhaus führt durch seine blockartige Anordnung zur Gebäuderechten zu einer vertikalen Betonung, die einzelnen Geschosse sind in ihrer Horizontalen durch breite Bänder gegliedert. Das oberste Geschoss entstand 1931 durch Überbauung der ursprünglichen Dachterrasse, darüber ein Flachdach.
Die Eintragung des Gebäudes Reichsstraße 28 in die Denkmalliste der Stadt Herne erfolgte am 23. November 2000 (Denkmal Nr. A 647). Besonderen Schutz genießt dabei neben dem Haus selbst die straßenseitige Grundstückseinfriedung.